# Трактура

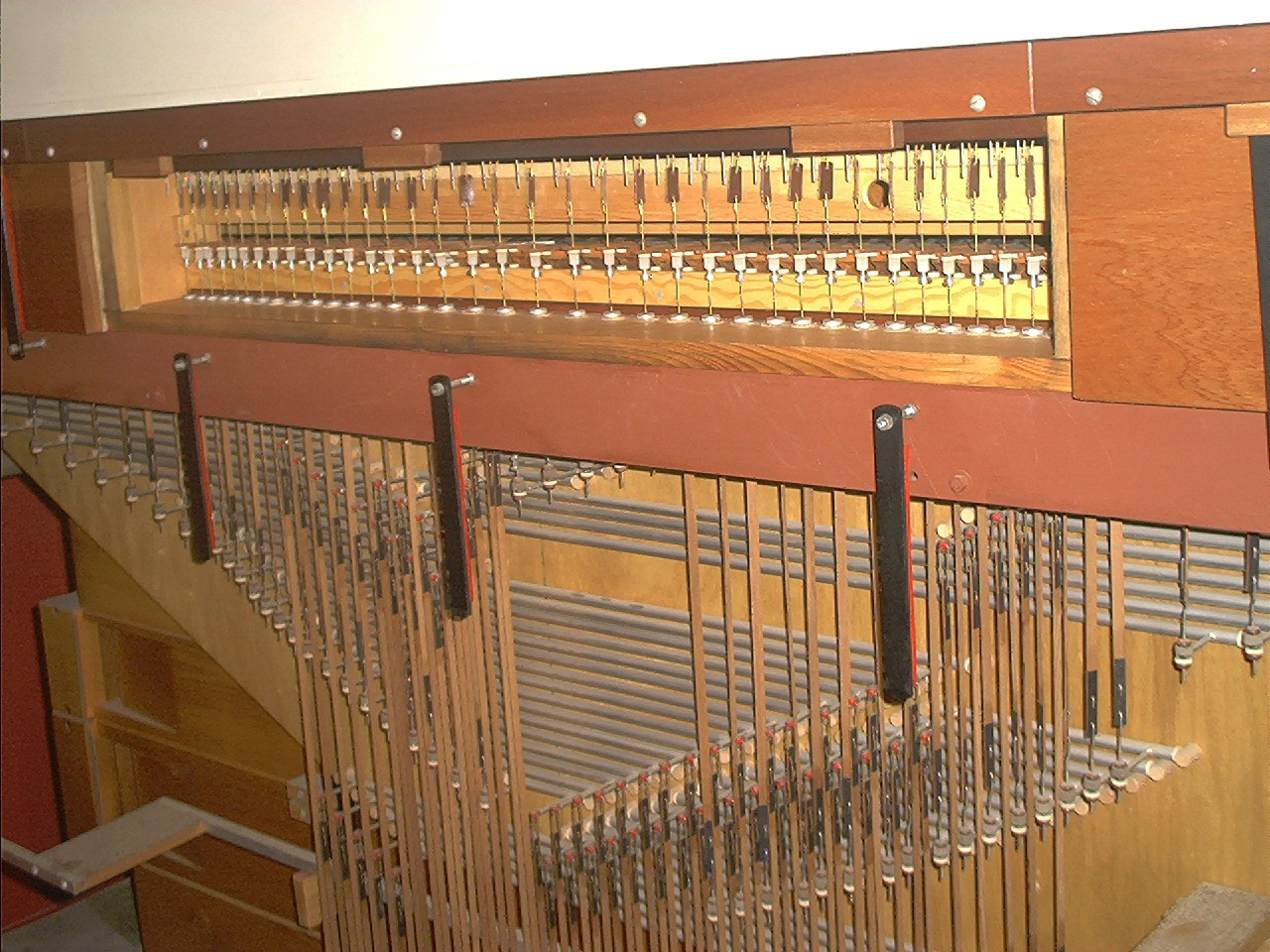
Игровая механическая трактура органа: абстракты, велленбретт; виндлада открыта

Тракту́ра (нем. Traktur, Orgeltraktur, фр. traction и tirage, англ. action; от позднелат. tractura — тяга, тягловая сила) орга́на — совокупность агрегатов и механизмов, обеспечивающая связь клавиш органа (а также педалей, рычагов и прочих элементов, расположенных на консоли) с клапанами (вентилями) и другими устройствами, открывающими или закрывающими доступ нагнетаемого воздуха к органным трубам.
По функциональному назначению трактуры подразделяются на следующие виды:
- игровая, или клавишная трактура (нем. Spieltraktur или Tastentraktur[1], фр. traction des notes[2], англ. key action);
- регистровая трактура (нем. Registertraktur, также Regierwerk, фр. tirage des jeux, англ. stop action).

Виды трактур по способу реализации: 
- механическая трактура (нем. mechanischе Traktur, фр. traction mécanique, англ. tracker action);
- пневматическая трактура (нем. pneumatische Traktur, фр. traction pneumatique, англ. (tubular-)pneumatic action);
- электрическая трактура (нем. elektrische Traktur, фр. traction électrique, англ. (direct) electric action);
- электропневматическая трактура (нем. elektropneumatische Traktur, фр. Traction électropneumatique, англ. electro-pneumatic action).

Последняя разновидность относится только к клавишной трактуре. 
Клавишная и регистровая трактуры могут быть реализованы различным способом. Например, орган может иметь механическую клавишную трактуру и электрическую — регистровую. Регистровая трактура также может быть смешанного типа («двойной», нем. Doppelregistratur, «электромеханической»). Электрические трактуры могут иметь различные конструктивные решения и включать в себя электронные, электромеханические (соленоиды, реле) и чисто механические (абстракты, цуги) элементы.
Механическая клавишная трактура может быть снабжена механизмом пневматического усиления — рычагами Баркера (нем. Barkerhebeln, фр. machine Barker, англ. Barker levers).

## Виды трактур по способу реализации

### Механическая
Механическая трактура — эталонная, аутентичная и наиболее часто встречающаяся на данный момент, позволяющая исполнять наиболее широкий спектр произведений всех эпох; механическая трактура не даёт феномена «запаздывания» звука и позволяет досконально ощущать положение и поведение воздушного клапана, что даёт возможность наилучшего контроля инструмента органистом и достижения высокой техники исполнения. Клавиша мануала или педали при использовании механической трактуры соединена с воздушным клапаном системой лёгких деревянных или полимерных тяг (абстрактов), валиков и рычагов; изредка в больших старых органах применялась канатно-блоковая передача. Так как движение всех перечисленных элементов осуществляется только усилием органиста, существуют ограничения в размере и характере расположения звучащих элементов органа. В органах-гигантах (более 100 регистров) механическая трактура либо не используется, либо дополняется машиной Баркера (пневматическим усилителем, помогающим нажимать на клавиши; таковы французские органы начала XX века, например, Большого зала Московской консерватории и церкви Сен-Сюльпис в Париже). Механическая игровая обычно сочетается с механической регистровой трактурой и виндладой системы шлейфладе.

### Пневматическая
Пневматическая трактура — наиболее распространённая в романтических органах — с конца XIX века до 20-х годов XX века; нажатие клавиши открывает клапан в управляющем воздуховоде, подача воздуха в который открывает пневматический клапан конкретной трубы (при использовании виндлад шлейфладе, встречается исключительно редко) либо целого ряда труб одного тона (виндлады кегельладе, характерные для пневматической трактуры). Позволяет строить огромные по набору регистров инструменты, так как не имеет силовых ограничений механической трактуры, однако имеет феномен «запаздывания» звука. Это делает зачастую невозможным исполнение технически сложных произведений, особенно во «влажной» церковной акустике, учитывая то, что время задержки звучания регистра зависит не только от удалённости от пульта органа, но и от его размера труб, наличия в трактуре реле, ускоряющих срабатывание механики за счёт освежения импульса, конструктивных особенностей трубы и используемого типа виндлады (практически всегда это — кегельладе, иногда — мембраненладе: работает на выброс воздуха, исключительно быстрое срабатывание). Кроме того, пневматическая трактура разобщает клавиатуру с воздушными клапанами, лишая органиста ощущения «обратной связи» и ухудшая контроль над инструментом. Пневматическая трактура органа хороша для исполнения сольных произведений периода романтизма, сложна для игры в ансамбле, и далеко не всегда подходит для музыки барокко и современности.

### Электрическая
Электрическая трактура — широко используемая в XX веке трактура, с прямой передачей сигнала от клавиши к электромеханическому реле открытия-закрытия клапана посредством импульса постоянного тока в электрической цепи. В настоящее время всё чаще вытесняется механической. Это единственная трактура, не ставящая никаких ограничений по количеству и расположению регистров, а также размещению пульта органа на сцене в зале. Позволяет располагать группы регистров в разных концах зала, управлять органом с неограниченного количества дополнительных пультов, исполнять музыку для двух и трех органов на одном органе, а также ставить пульт в удобное место в оркестре, с которого будет хорошо видно дирижёра. Позволяет соединять несколько органов в общую систему, а также даёт уникальную возможность записи исполнения с последующим воспроизведением без участия органиста. Недостаток электрической трактуры, как и пневматической, — разрыв «обратной связи» пальцев органиста и воздушных клапанов. Кроме того, электрическая трактура может давать задержку звука за счёт времени срабатывания электрических реле клапанов, а также коммутатора-распределителя (в современных органах это устройство электронное и задержки не даёт; в инструментах первой половины и середины 20 века оно нередко было электромеханическим). Электромеханические реле при срабатывании часто дают дополнительные «металлические» звуки — щелчки и стук, которые, в отличие от аналогичных «деревянных» призвуков механической трактуры, совсем не украшают звучание произведения. В некоторых случаях электрический клапан получают самые большие трубы в остальном полностью механического органа (например, в новом инструменте фирмы «Hermann Eule» в Белгороде), что обусловлено необходимостью при большом расходе воздуха трубой сохранять площадь механического вентиля, и как следствие игровые усилия, в басу в приемлемых рамках. Шум может издавать и регистровая электрическая трактура при смене регистровых комбинаций. Пример акустически превосходного органа с механической игровой трактурой и при этом достаточно шумной регистровой трактурой — швейцарский орган фирмы «Kuhn» в Католическом соборе в Москве.

### Смешанная трактура
Смешанная трактура — сочетание нескольких видов трактур в одном органе. Механическая чаще всего отвечает за соответствующие мануалам Ruckpositiv и Hauptwerk части органа, а пневматическая — за более удалённые от пульта Schwellwerk, Oberwerk и Hinterwerk. Недостатки такого сочетания трактур при игре на органе очевидны, особенно в копуле, однако в некоторых специфических случаях, до появления надёжных электрических трактур, при недостатке места и больших размерах органа такая трактура была неизбежна. Пример подобной комбинации — бывший орган Малого зала им. А. К. Глазунова Санкт-Петербургской консерватории.

### Электропневматическая трактура
Электропневматическая трактура — вариант пневматической трактуры, в которой, вместо управляющих воздуховодов, имеется электрическая цепь от клавиши к пневматическому клапану. Новые органы с такой трактурой — редкость. В СССР этот тип трактуры часто получали пневматические органы романтического периода, подвергшиеся капитальному ремонту и реконструкции — для упрощения и удешевления их проведения. Пример не очень удачной такого рода реконструкции чешской фирмой Ригер-Клосс — орган Капеллы имени Глинки в Санкт-Петербурге, в настоящее время полностью восстановленный в первоначальном виде немецкой фирмой Герман Ойле.

### Электромеханическая трактура
Электромеханическая (комбинированная) трактура — наиболее распространённой в настоящее время вариант трактуры для крупных инструментов. Она совмещает высокие музыкально-исполнительские качества прямого механического управления клапанами труб с удобствами электрического управления регистрами.